# Kun'yomi
A leitura kun ou kun'yomi (訓読み, leitura semântica ou leitura por preceito) é a leitura de um Kanji em japonês, yamatokotoba, sobre sua pronúncia em chinês. Um kanji pode ter uma, várias ou nenhuma leitura kun.
Por exemplo, a palavra para o ponto cardeal leste (東) tem a leitura on'yomi (leitura chinesa) "tō". Os japoneses sem embargo sempre tiveram uma palavra para o conceito de leste que se pronuncia "higashi" e algumas vezes "azuma". Pelo que o kanji 東, assumiu a pronúncia "higashi" ou "azuma".
As leituras kun geralmente apresentam uma estrutura alternada consoante-vogal, com sílabas curtas. Geralmente constituem-se de uma ou duas sílabas, mas tampouco é infrequente encontrar leituras kun de três ou mais sílabas. Não se incluí na conta o okurigana, ou seja, a desinência dos verbos e outras palavras, que se escreve em hiragana.